# 城山好孝
城山 好孝（しろやま よしたか、1985年9月21日 - ）は、日本の漫画家。奈良県出身。

## 経歴
月刊アフタヌーン・アフタヌーン四季賞2014 秋のコンテスト(ヘカトンケイル)で四季大賞受賞。

## 作品
- ヘカトンケイル（アフタヌーン 2014年12月号読み切り掲載）四季大賞受賞作品
- ムボボボ・ギャラクシー（ビックコミックスペリオール 2018年1号読み切り掲載）
- ヘカトンケイル（コミックDAYS連載）本人都合により休載
- 闇金ウシジマくん 城山くん1　歴代スタッフによる＂ウシジマ同人誌"（漫画家本SPECIAL闇金ウシジマくん本に掲載）